# Heidi (film, 2015)
Pour les articles homonymes, voir Heidi.
Pour plus de détails, voir Fiche technique et Distribution.
Heidi est un film d'aventure helvético-allemand réalisé par Alain Gsponer et sorti en 2015.

## Synopsis
Heidi et sa tante se rendent dans un village des Alpes suisses dans le but d'obliger un vieil homme à garder Heidi auprès de lui, car il est son grand-père. Après une vive discussion, la tante s'enfuit, laissant Heidi chez le vieil homme aigri. Le lendemain, le grand-père demande conseil au prêtre du village : devrait-il remettre Heidi à l'orphelinat ? Quelque temps après, Heidi rencontre Peter, un berger qui mène des chèvres aux alpages. Les deux, qui s'entendent bien, restent ensemble toute la journée. Après quelques jours de cohabitation, le vieil homme décide de garder Heidi auprès de lui, car sa joie de vivre est contagieuse.
L'hiver approchant, Peter annonce à Heidi qu'il doit aller à l'école et qu'il ne peut donc plus s'occuper des chèvres, à la grande déception de la fillette. De son côté, le grand-père refuse d'envoyer Heidi à l'école malgré les recommandations du prêtre. Les deux passent donc l'hiver ensemble, s'occupant du mieux qu'ils peuvent. Le printemps revenu, Peter recommence à mener les chèvres dans les alpages, Heidi le suit et les deux reprennent leurs jeux d'avant.
La tante revient à la maison du grand-père dans le but d'amener Heidi à Francfort-sur-le-Main en Allemagne, où elle travaille. Elle explique que la fillette pourra demeurer chez une famille bien nantie, donc à l'abri du besoin, et acquérir une bonne éducation. Le grand-père s'oppose avec vigueur, mais la tante profite du retour de Peter et de Heidi des alpages pour s'enfuir avec la fillette.
En ville, Heidi est présentée à Clara, une fillette paraplégique d'à peu près son âge circulant en chaise roulante. Heidi se voit obligée d'accompagner Clara dans ses activités, qui se déroulent exclusivement à l'intérieur du manoir familial. Heidi est en butte aux exigences de la gouvernante, mais trouve du réconfort auprès des autres membres du personnel. La fillette est incapable d'apprendre à lire, à la grande déception de l'instituteur responsable de l'éducation de Clara. La grand-mère et le père de Clara font la connaissance de Heidi et apprennent de la bouche de la gouvernante qu'elle n'est pas à la hauteur de ses espérances. Le père déclare cependant que Clara ne s'est jamais aussi bien portée ; quant à la grand-mère, elle souhaite se faire son propre avis sur Heidi. Après quelques observations, elle conclut qu'elle est une fille intelligente et sensible, et donc digne de rester au manoir. Grâce à la grand-mère, Heidi réussit à apprendre à lire. 
Plus tard, le médecin et le père de Clara découvrent que Heidi est somnambule. Après quelques questions et quelques observations, le médecin explique au père de Clara que la fillette souffre du mal du pays et que son état empire. Le père décide de renvoyer Heidi chez son grand-père, ce qui met en colère Clara. Heidi retrouve quand même ses alpages, son grand-père et son ami Peter.
La grand-mère de Clara organise une visite de Clara chez le grand-père. Ce dernier accepte de l'héberger pendant une semaine. Clara, au contact de l'air des montagnes et de la nourriture saine, retrouve miraculeusement l'usage de ses jambes. Son père, venu la ramener à la ville, découvre sa fille qui marche et n'en croit pas ses yeux. Clara retourne chez elle, alors que Heidi reprend sa vie insouciante avec son ami Peter. Clara et elle décident de s'écrire des lettres.

## Fiche technique
- Titre : Heidi
- Réalisation : Alain Gsponer
- Scénario : Petra Biondina Volpe, d'après l'œuvre de Johanna Spyri
- Photographie : Matthias Fleischer (de)
- Montage : Michael Schaerer (de)
- Décors : Christian M. Goldbeck
- Costumes : Anke Winckler
- Musique : Niki Reiser
- Producteur : Reto Schärli, Lukas Hobi, Uli Putz (de) et Jakob Claussen (de)
  - Coproducteur : Rodolphe Buet, Kalle Fritz, Isabel Hund et Urs Fitze
  - Producteur exécutif : Jens Oberwetter
- Société de production : Claussen Wöbke Putz Filmproduktion, Zodiac Pictures International, Schweizer Radio und Fernsehen, Studiocanal et Teleclub
- Distributeur : Studiocanal
- Pays d'origine :  Suisse et  Allemagne
- Langue originale : suisse allemand, allemand
- Genre : Film d'aventure, comédie dramatique
- Durée : 111 minutes
- Date de sortie :
  - Suisse :
    - 10 décembre 2015 (en Suisse allemande)
    - 3 février 2016 (en Suisse romande)
    - 24 mars 2016 (au Tessin)

  - Allemagne : 10 décembre 2015
  - France : 10 février 2016

## Distribution
- Anuk Steffen (VF : Jaynelia Coadou) : Heidi
- Bruno Ganz (VF : lui même) : Grand-père d'Heidi
- Isabelle Ottmann (de) (VF : Clara Quilichini) : Clara Sesemann
- Quirin Agrippi : Peter
- Katharina Schüttler (VF : Julie Dumas) : Mlle Rottenmeier
- Hannelore Hoger (VF : Sylvie Genty) : Grand-mère Sesemann
- Maxim Mehmet (VF : Guillaume Lebon) : M. Sesemann
- Jella Haase : Tinette
- Peter Lohmeyer (VF : Gérard Darier) : Sebastian
- Anna Schinz (de) (VF : Chloé Berthier) : Dete
- Markus Hering (de) (VF : Nicolas Marié) : Docteur
- Monica Gubser (VF : Cathy Cerda) : Grand-mère
- Michael Kranz (VF : Laurent Morteau) : Moinsieur Kandidat
- Lilian Naef (VF : Caroline Jacquin) : Barbel
- Barbara Pravi : Voix chantée

Le film est suivi par 2,10 millions de téléspectateurs lors de sa diffusion sur France 3 le 25 octobre 2018.[réf. souhaitée]